# Liste der Beiträge für den besten fremdsprachigen Film für die Oscarverleihung 1992
Die folgenden 34 Filme, alle aus verschiedenen Ländern, waren Vorschläge in der Kategorie bester fremdsprachiger Film für die Oscarverleihung 1992. Die hervorgehobenen Titel waren die fünf letztendlich nominierten Filme, welche aus den Ländern Hong Kong, Island, Italien, Schweden und Tschechoslowakei stammen. Der Oscar ging schließlich an den italienischen Beitrag Mediterraneo.
Zum ersten Mal wurde für diese Kategorie ein Beitrag aus dem Vereinigten Königreich eingereicht.

## Beiträge
| Land                   | Deutscher Verleihtitel             | Originaltitel                                      | Sprache(n)              | Regisseur(e)                | Ergebnis        |
| ---------------------- | ---------------------------------- | -------------------------------------------------- | ----------------------- | --------------------------- | --------------- |
| Algerien               | Cheb – Flucht aus Afrika           | Cheb                                               | Französisch, Arabisch   | Rachid Bouchareb            | Nicht nominiert |
| Argentinien            | Las tumbas                         | Las tumbas                                         | Spanisch                | Javier Torre                | Nicht nominiert |
| Belgien                | Toto der Held                      | Toto le héros                                      | Französisch             | Jaco Van Dormael            | Nicht nominiert |
| Bulgarien              | Kladenetzat                        | Кладенецът (Kladenezat)                            | Bulgarisch              | Dotscho Bodschakow          | Nicht nominiert |
| Chile                  | La Frontera – Am Ende der Welt     | La Frontera                                        | Spanisch                | Ricardo Larraín             | Nicht nominiert |
| Volksrepublik China    | Guo nian                           | 过年 (Guo nian)                                    | Mandarin                | Huang Jianzhong             | Nicht nominiert |
| Dänemark               | Der schöne Badetag                 | Den store badedag                                  | Dänisch                 | Stellan Olsson              | Nicht nominiert |
| Frankreich             | Van Gogh                           | Van Gogh                                           | Französisch             | Maurice Pialat              | Nicht nominiert |
| Hongkong               | Rote Laterne                       | 大紅燈籠高高掛 (Da hong deng long gao gao gua)     | Mandarin                | Zhang Yimou                 | Nominiert       |
| Indien                 | Henna                              | हिना (Henna)                                         | Hindi, Urdu             | Randhir Kapoor              | Nicht nominiert |
| Island                 | Children of Nature – Eine Reise    | Börn náttúrunnar                                   | Isländisch              | Friðrik Þór Friðriksson     | Nominiert       |
| Israel                 | Me’ever Layam                      | מעבר לים (Me'ever Layam)                           | Hebräisch               | Jacob Goldwasser            | Nicht nominiert |
| Italien                | Mediterraneo                       | Mediterraneo                                       | Italienisch, Griechisch | Gabriele Salvatores         | Gewonnen        |
| Japan                  | Rhapsodie im August                | 八月の狂詩曲 (Hachigatsu no Rapusodī)              | Japanisch               | Akira Kurosawa              | Nicht nominiert |
| Jugoslawien            | Original einer Fälschung           | Original falsifikata                               | Serbisch                | Dragan Kresoja              | Nicht nominiert |
| Kanada                 | Une balle dans la tête             | Une balle dans la tête                             | Konstruierte Sprache    | Attila Bertalan             | Nicht nominiert |
| Kolumbien              | Bekenntnis an Laura                | Confesión a Laura                                  | Spanisch                | Jaime Osorio                | Nicht nominiert |
| Kuba                   | Hello Hemingway                    | Hello Hemingway                                    | Spanisch                | Fernando Pérez              | Nicht nominiert |
| Mexiko                 | Die Hausaufgabe                    | La Tarea                                           | Spanisch                | Jaime Humberto Hermosillo   | Nicht nominiert |
| Niederlande            | Eline Vere                         | Eline Vere                                         | Niederländisch          | Harry Kümel                 | Nicht nominiert |
| Norwegen               | Frida – mit dem Herzen in der Hand | Frida – med hjertet i hånden                       | Norwegisch              | Berit Nesheim               | Nicht nominiert |
| Österreich             | I love Vienna                      | I love Vienna                                      | Deutsch, Persisch       | Houchang Allahyari          | Nicht nominiert |
| Peru                   | Alias La Gringa                    | Alias 'La Gringa'                                  | Spanisch                | Alberto Durant              | Nicht nominiert |
| Polen                  | Die zwei Leben der Veronika        | Podwójne życie Weroniki/La double vie de Véronique | Polnisch, Französisch   | Krzysztof Kieślowski        | Nicht nominiert |
| Portugal               | Das Blut                           | O Sangue                                           | Portugiesisch           | Pedro Costa                 | Nicht nominiert |
| Schweden               | Der Ochse                          | Oxen                                               | Schwedisch              | Sven Nykvist                | Nominiert       |
| Schweiz                | Der Berg                           | Der Berg                                           | Deutsch                 | Markus Imhoof               | Nicht nominiert |
| Sowjetunion            | Izydi!                             | Изыди! (Izydi!)                                    | Russisch                | Dmitri Astrachan            | Nicht nominiert |
| Spanien                | High Heels                         | Tacones lejanos                                    | Spanisch                | Pedro Almodóvar             | Nicht nominiert |
| Taiwan                 | Ein Sommer zum Verlieben           | 牯嶺街少年殺人事件 ()                              | Mandarin                | Edward Yang                 | Nicht nominiert |
| Tschechoslowakei       | Die Volksschule                    | Obecná skola                                       | Tschechisch             | Jan Svěrák                  | Nominiert       |
| Ungarn                 | Félálom                            | Félálom                                            | Ungarisch               | János Rózsa                 | Nicht nominiert |
| Venezuela              | Jericó                             | Jericó                                             | Spanisch                | Luis Alberto Lamata         | Nicht nominiert |
| Vereinigtes Königreich | Gulag 3                            | Затерянный в Сибири (Zateryannyy v Sibiri)         | Russisch                | Alexander Naumowitsch Mitta | Nicht nominiert |